# Alhói összecsapás
Az alhói összecsapást a Rongyos Gárda és az osztrák csendőrség vívta az akkor Vas vármegye részét képező Alhó (ma Markt Alhau) község határában 1921. augusztus 29-én, majd augusztus 31-én. Az alhói eseményekkel egy időben folytattak a rongyosok Pinkafő (ma Pinkafeld) környékén is hadműveleteket.
A harcban a Rongyos Gárda meghátrálásra kényszerítette az osztrák csendőröket stájer területre, ám győzelmük után a felkelők nem maradtak Alhón, hanem még aznap este visszavonultak onnan. Két nappal később az osztrákok újabb támadást indítottak Alhó ellen, de a rongyosok ezen kísérletüket is meghiúsították, sőt az Ausztriába átívelő, stratégiai fontosságú hidat is elpusztították a Lapincs folyó felett.
Az alhói összecsapás az ún. A zóna felszabadítását képezte ezen a területen.

## Előzmények
Az elvesztett első világháborút követően Magyarországgal szemben a szomszédos országok valamennyien óriási területi követelésekkel léptek fel. Ennek eredményeként még tisztán magyar lakosú részeket is elcsatoltak a szomszédos országok. Ausztria, bár a háborúban a vesztes oldalon állt, ám területi igénnyel élt számos nyugat-magyarországi területet illetően, mely követelésért a nagyhatalmak is kezeskedtek.
Emiatt a Magyarországi Tanácsköztársaság bukása után Héjjas Iván és Prónay Pál szervezkedésbe fogtak, hogy meghiúsítsák Nyugat-Magyarország, azaz a mai Burgenland vagy más néven Őrvidék osztrák elcsatolását. A háború után Ausztriának nem volt számottevő fegyveres ereje, ezért a terület megszállására legfeljebb csak csendőröket tudott bevetni. Héjjas és Prónay ellenben számos katonaviselt, frontot megjárt embert tudott mozgósítani, akik jelentős harci tapasztalatokkal bírtak. Az ún. Rongyos Gárda kiegészült még civil önkéntesekkel, valamint bosnyák és albán önkéntesekkel is.

## A harc

### Első osztrák támadás
Az Őrvidék déli területén zajló hadműveleteket Héjjas Iván és Kaas László hadnagy vezették. Az itt harcoló felkelőcsapat 40 főt számlált és egy géppuskával, valamint gránátokkal is fel volt szerelve. Augusztus 29-én dél körül a Rongyos Gárda megszállta Alhót és lezárta az utakat. Kaas 16 felkelővel elfoglalta az ún. 347. magaslatot, ahol felállították a gépágyút és tűz alá vették az Alhó melletti Lapincs-hidat, amelyen keresztül az országhatár Stájerországnak haladt. Héjjas további 16 emberrel az országút mentén, a lankák és a növényzet takarásában foglalta el hadállását.
Délután 1 órakor már közeledett Alhó felé az osztrák csendőrség három százada egy rezes bandával. Előttük ment egy virágokkal feldíszitett kerékpáros csoport, hogy a bevonulásnak még ünnepélyesebb legyen a látszata. A kerékpárosokat a rongyosok hagyták áthaladni magyar területre. Mikor azonban a csendőrosztagok léptek át a határon eldördültek a fegyverek: a magaslatról jött géppuskatámadás váratlansága miatt a csendőrök szétszaladtak. Rövidesen a Héjjas vezette, az oldalszárnyon elrejtőzött rongyosok is kézigránáttámadással kapcsolódtak be a harcba, ami pánikot okozott az osztrákok között. A híd folyamatos géppuskázása miatt a csendőrség már nem térhetett vissza a stájer oldalra, ehelyett a híd alatt keresett menedéket a golyók és gránátok tüze elől.
A csendőröknek a híd és a Lapincs-part fedezékében sikerült védelmi állást kialakítani, így a tűzharc még órákig elhúzódott. A csendőrök több ellentámadást is indítottak a Rongyos Gárda ellen, de mindannyiszor kudarcot vallottak. A visszavonulást is csak úgy tudták végrehajtani, hogy a rongyosok lőtávolából kilépve, hatalmas kerülővel tértek vissza az ezeréves határ mögé. Az est leszálltával a Rongyos Gárda is elhagyta Alhót és visszavonult a 25 km-re, keletre fekvő Nagyszentmihályra.

### Második osztrák támadás
Az osztrák csendőrség rendezve sorait augusztus 31-én megint átlépte az alhói Lapincs-hidat. A felkelőket ezúttal csak Kaas vezette, alvezérei Berényi Sándor és Juhász Ferenc voltak. Berényi 4 emberrel lezárta a hidat, míg Juhász 12 emberrel ismét a 347. magaslatot foglalta el, ahol az erdő szegélyéből leadott lövésekkel megzavarta a csendőrség felfejlődését a támadásra. A rongyosok tűzereje sokkal erősebb volt az osztrák csendőrökénél. Az utolsó osztrák támadást a híd ellen bizonyos Erwin Tilzer szakaszvezető egysége indította, akit Taby Árpád és emberei kézigránátokkal kényszerítettek meghátrálásra. Taby ezután a Lapincs-hidat felgyújtotta.

## További események
Még a második osztrák támadást megelőzően a Nagyszentmihályon megszálló felkelők egy részét a augusztus 30-án Városszalónak és Borostyánkő térségébe vezénylik, hogy az ott harcban álló rongyosokat erősítsék. Alhó és Borostyánkő között Csabai János felkelő lovasai teljesítettek az elkövetkező hetekben felderítő és örző-védő feladatokat.